# Valencia (jezero)
Valencia (španělsky Lago de Valencia nebo Lago de Tacarigua) je jezero na severu Jižní Ameriky ve státech Carabobo a Aragua ve Venezuele. Nachází se v podlouhlé dolině Karibských And. Má rozlohu 350 km². Dosahuje maximální hloubky 75 m. Leží v nadmořské výšce 416 m.

## Pobřeží
Jezero obklopuje nížinný pás, který je dřívějším dnem jezera. Na jezeře se nacházejí ostrovy El Burro, Burrito, Otama, El Horno, El Zorro, Caigüire a Chambergo.

## Vodní režim
Do jezera přitékají řeky Güigüe, Turmero, El Limón, Cabriales, Los Guayos, Aragua a Güey. Jezero nemá odtok.

## Využití
Na jezeře je rozvinutá místní vodní doprava. Na pobřeží leží města Valencia, Maracay, Mariara, San Joaquín, Güigüe, Palo Negro, Magdaleno a Yuma.